# 国家中医薬管理局

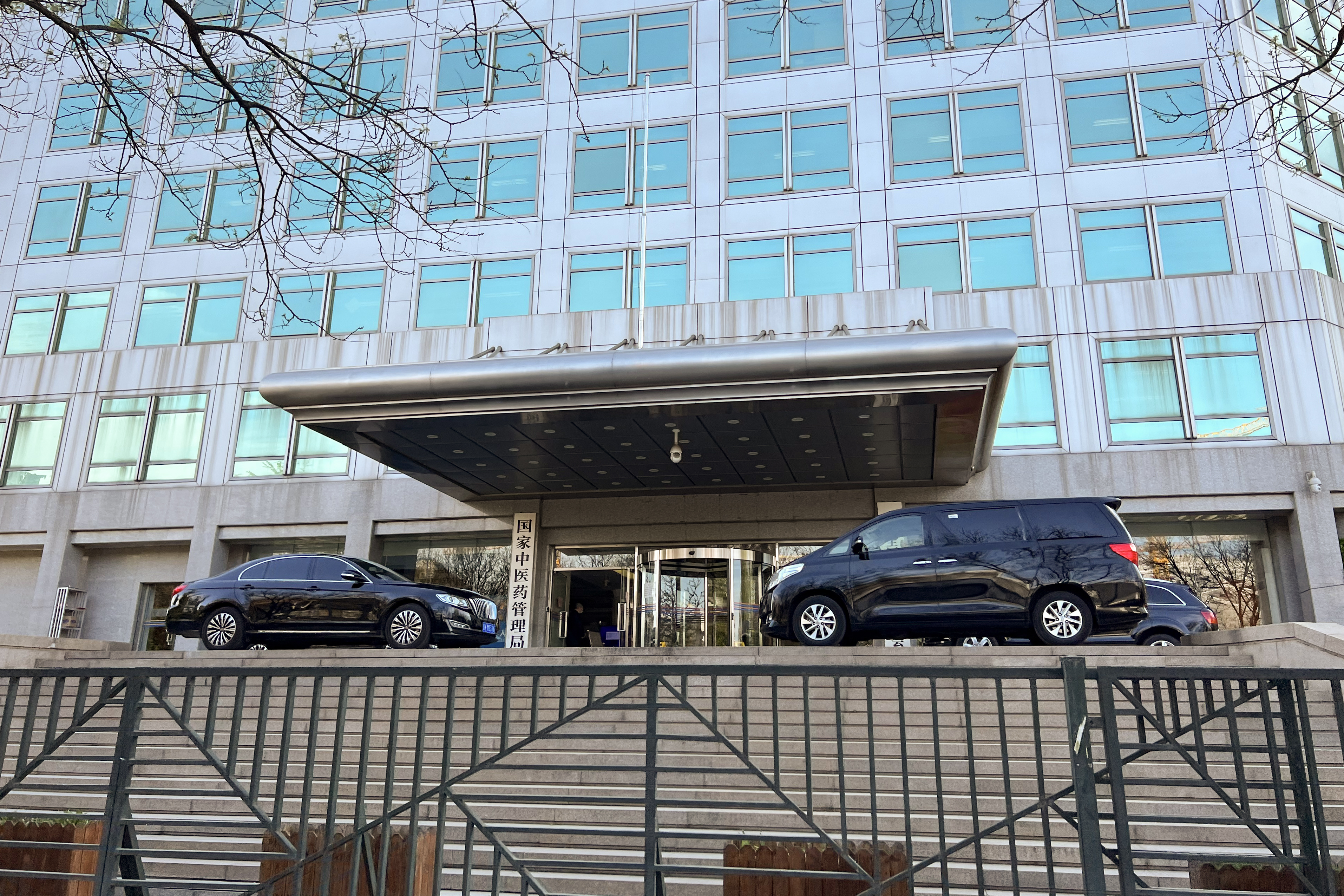
国家中医薬管理局

国家中医薬管理局（こっかちゅういやくかんりきょく、中国語: 国家中医药管理局）は、中華人民共和国の国家衛生健康委員会傘下の国家機関。西洋医学ではなく伝統的な中国医学を司る。

## 概要
中国古来から伝わる伝統的な医療である中国医学、いわゆる日本で言う漢方薬などの管理を行う。なお、日本の漢方薬と中国のものは若干の差異が生じている為に、中国国内では漢方薬と中国医学は”別の物”として区別されており、そのために「漢方薬の管理部署」と記載すると、若干の祖語が生まれるため注意が必要である。ただし、日本側からは、漢方薬と中国医学の明確な区別を付けていない事も多く、漢方薬の部局として報じられる事も多い。
2018年3月17日第13回全人代にて設立された。

## 組織
人事部、企画財政課、政策規制監督局、医学部、技術部、国際協力課などがある。所在地は北京市東城区工体西路1号。

## 活動
2020年2月19日には、新型コロナウイルス対策として、漢方薬清肺排毒湯の臨床実験および処方を公開した。